# Stazione di La Giustiniana (ASTRAL)
La Giustiniana è una fermata della ferrovia Roma-Civitacastellana-Viterbo.
Si trova nel quindicesimo municipio di Roma.
Dal 1º luglio 2022 è gestita da ASTRAL.

## Storia
La fermata, già esistente, venne completamente ricostruita in occasione del raddoppio della linea, attivato il 21 dicembre 2005.

## Movimento
La stazione è servita dai collegamenti ferroviari svolti da Cotral nell'ambito del contratto di servizio con la regione Lazio.

## Interscambi
- Fermata autobus